# Kolegiální orgán
Kolegiální orgány jsou statutární orgány, jejichž jménem jedná vícero osob coby správní úředníci, např. představenstvo akciové společnosti, dozorčí rada, správní rada nebo výkonná rada.
V oblasti veřejné státní správy existují kolegiální orgány (kolegiální úřady). Příkladem takového kolegiálního orgánu ve státní správě jsou např. vláda, nebo městská rada apod.